# Le Chant de la mission
Le Chant de la mission (The Mission Song) est un thriller d'espionnage britannique de John le Carré, publié en octobre 2006.
Construite autour du contexte chaotique de la République démocratique du Congo, l'histoire raconte à travers les yeux d'un interprète, la planification d'un coup d'État soutenu par les occidentaux dans la province de Kivu. Bien que les évènements soient fictifs, le livre trace un portrait riche et détaillé des tensions politiques et raciales de la région, mettant en valeur l'avidité et le manque de moralité de la bureaucratie locale et des intérêts occidentaux, et attire notre attention sur l'indifférence de la presse britannique concernant la crise humanitaire actuelle au Congo.

## Résumé
Bruno Salvador, surnommé Salvo, est le fils illégitime d'un missionnaire catholique et d'une Congolaise de l'Est. Éduqué en Angleterre et parlant couramment plusieurs langues africaines, il trouva une vocation naturelle en tant qu'interprète employé par les hôpitaux londoniens, les cours de justice, les conseils municipaux et les renseignements britanniques. Il a une relation extra-conjugale passionnée avec une infirmière congolaise.
On lui propose un travail au ministère de la Défense afin d'interpréter une conférence entre des chefs militaires congolais et leurs soi-disant commanditaires occidentaux, dont l'objectif, selon ses conspirateurs, est d'expulser les occupants rwandais de Kivu et d'installer un homme politique libéral et bienveillant, « Le Mwangaza », à sa tête.